# Artem Simonyan
Artem Simonyan (Armeens: Արտյոմ Սիմոնյան) (Sint-Petersburg, 20 februari 1995) is een Armeens voetballer die speelt als middenvelder. In 2015 tekende hij een contract bij het Zwitserse FC Zürich.
Simonyan werkte zijn jeugdopleiding af bij DYuSSh Smena-Zenit, de jeugdacademie van FK Zenit Sint-Petersburg, om in 2012 door te stromen naar het belofte-elftal van FK Zenit. Hij kreeg geen plaats in de A-selectie en vertrok daarom aan het begin van het seizoen 2015/16 naar FC Zürich.
Op 14 oktober 2014 maakte Simonyan zijn debuut in het Armeens voetbalelftal in een wedstrijd tegen Frankrijk. De wedstrijd eindigde in een 0–3 verlies.

## Clubstatistieken
| Seizoen | Club      | Competitie   | Competitie | Competitie | Beker | Beker | Internationaal | Internationaal | Totaal | Totaal |
| Seizoen | Club      | Competitie   | Wed.       | Dlp.       | Wed.  | Dlp.  | Wed.           | Dlp.           | Wed.   | Dlp.   |
| ------- | --------- | ------------ | ---------- | ---------- | ----- | ----- | -------------- | -------------- | ------ | ------ |
| 2015/16 | FC Zürich | Super League | 6          | 1          | 0     | 0     | 1              | 0              | 7      | 1      |
| Totaal  | Totaal    | Totaal       | 6          | 1          | 0     | 0     | 1              | 0              | 7      | 1      |

Bijgewerkt op 7 oktober 2015.